# I paladini - Storia d'armi e d'amori
I Paladini: Storia d'armi e d'amori es una película italiana de aventuras de 1983. Dirigida por Giacomo Battiato, la obra se basa de manera libre en las historias de los Paladines, especialmente en el poema épico Orlando Furioso de Ludovico Ariosto.
La película fue duramente juzgada por crítica, pero fue apreciada en su lado visual. El Sydney Morning Herald escribió: "Los escenarios son sensacionales, los trajes son magníficos. La historia, por otro lado, es casi inexistente". Los paladinesa ganó el David di Donatello por los Mejores Disfraces.

## Reparto
- Rick Edwards ː Rolando
- Zeudi Araya ː Marfisa
- Barbara De Rossi ː Bradamante
- Ronn Moss ː Ruggiero
- Leigh McCloskey ː Rinaldo
- Maurizio Nichetti ː Atlante
- Giovanni Visentin ː Gano
- Tanya Roberts ː Isabella
- Tony Vogel ː Ferraù
- Lina Sastri ː Maga
- Lucien Bruchon ː Aquilante
- Alfredo Bini ː Rey Cristiano
- Pier Luigi Conti (Al Cliver) ː Selvaggio